# 柳原資廉
柳原 資廉（やなぎわら すけかど）は、江戸時代前期から中期にかけての公卿。権大納言・柳原資行の次男。官位は従一位。柳原家12代当主。

## 経歴
正保元年（1644年）、権大納言・柳原資行の第二子として京都に誕生。母は権大納言園基音の娘で、霊元天皇の国母新広義門院の妹にあたる。従って霊元天皇とは母方の従兄弟同士の関係にあり、資廉が柳原家歴代当主の中でも特に栄進した背景にはこの姻戚関係があった。
方光という兄がいたが、病弱だったために資廉が柳原家の世子となった。
慶安3年（1650年）後光明天皇の時に叙爵され、明暦3年（1657年）の元服と共に始めて昇殿して後西天皇に拝謁。寛文12年（1672年）に蔵人頭となり、翌年には参議・右大弁となる。
天和元年（1681年）から貞享4年（1687年）まで権大納言、また貞享元年（1684年）から宝永5年（1708年）は武家伝奏として幕府との折衝に当たると共に、朝廷の中枢にあって活躍した。位階は最終的に従一位まで昇進している。
正徳2年（1712年）薨去。享年69。現在の京都府京都市上京区の浄福寺に葬られた。

## 赤穂事件
新年が来ると幕府将軍は高家を名代として天皇と上皇（院）に対して新年祝賀の奏上を行い、天皇と上皇はそれに対する勅答の使者（天皇の使者は勅使といい、上皇の使者は院使または仙洞使（当時上皇は仙洞御所という所で院政を執ったため）という）を3月に江戸へ下向させるのが江戸時代の毎年の慣例であった。
赤穂事件があった元禄14年（1701年）3月にはこの柳原と高野保春が東山天皇の勅使として下向していた。浅野長矩は幕府よりこの両名の接待係を命じられていたわけである。が、周知の如く、浅野は最も重要な勅答の儀が行なわれる3月14日に職務放棄し、刃傷をおこした。
この時、幕府老中は穢れの中で勅答の儀を続行すべきか否か柳原に伺いを立てたが、柳原は吉良の出血を「穢れ事に及ぶ事でもなく、苦しからず」として儀式続行を指示した。
柳原のこの冷静さのおかげで、勅使饗応役は浅野長矩から戸田忠真に、場所は白書院から黒書院へと変えられながらも儀式は滞りなく執り行なう事が出来たのである。
資廉は長期にわたって日記をつけており、『関東下向道中記』において事件当日、「馳走人浅野内匠、乱気。勅答の儀に役を放りて凶事をおこす。言語に絶するなり」と記され、長矩が即日切腹させられた処分も当然であるとしている。同日記に「大悦至極也」とある。

## 家族
- 父：柳原資行
- 母：園基音の娘
- 妻：不詳
  - 男子：柳原資堯
  - 女子：北小路徳光室
- 養子
  - 男子：柳原秀光 - 中御門資熙の子